# Cholesterinester

Cholesterinpalmitat, ein Cholesterinester

Cholesterinester sind chemische Verbindungen zwischen Cholesterin und verschiedenen Fettsäuren; sie gehören zur Stoffgruppe der Ester und sind Zwischenprodukte und Reservestoffe im Stoffwechsel von Wirbeltieren. Dadurch sind sie Bestandteil der menschlichen Nahrung. Cholesterinester haben Anwendung in der Pharmaindustrie als Bestandteil künstlicher Vesikel. Die häufigsten in natürlichen Cholesterinestern veresterten Fettsäuren sind Palmitinsäure, Ölsäure und Linolensäure.

## Physiologie
Das im menschlichen Blut in Lipoproteinen transportierte Cholesterin liegt zu 70 Prozent als Cholesterinester vor (Anteil an Plasmalipiden insgesamt: 36 Prozent), so kann die Leber es auch leichter abbauen. Die im Plasma befindlichen Cholesterinester werden im Körper durch das Enzym Lecithin-Cholesterin-Acyltransferase (LCAT) gebildet. Die Synthese findet auf HDL-Partikeln statt und ist Teil des reversen Cholesterintransports, bei dem HDL-Partikel in Zellen gespeichertes überschüssiges Cholesterin aufnehmen und zur Leber transportieren. Abgebaut werden sie dort durch die hormonsensitive Lipase. Mit der Nahrung aufgenommene Cholesterinester werden im Darm mithilfe der gallensalz-aktivierten Lipase in ihre Bestandteile zerlegt.
Cholesterinester, die sich als unlösliche Speicherform von Cholesterin innerhalb von Zellen sammeln, werden von der Sterol-O-Acyltransferase synthetisiert. Große Mengen dieser Speicherform in Makrophagen und der glatten Muskulatur sind das erste Anzeichen von Arteriosklerose.

## Flüssigkristalle
1888 entdeckte der österreichische Botaniker Friedrich Reinitzer an dem von ihm synthetisierten Cholesterinester Cholesterylbenzoat als erster die flüssigkristallinen Phase. Auch das von ihm hergestellte Cholesterylacetat zeigt – wie eine Vielzahl von Cholesterinestern – dieses Phänomen. Sie bilden die Gruppe der cholesterischen Flüssigkristalle. Über viele Jahrzehnte waren die cholesterischen Flüssigkristalle ein Phänomen ohne praktische Anwendung. Erst im Jahre 1960 fand der US-Amerikaner James Fergason (1934–2008) mit der bildgebenden Temperaturmessung (Thermochromie) mittels Cholesterinestern eine Anwendung für Flüssigkristalle.

## Weiterführende Literatur
- Guido Majno, Isabelle Joris: Cells, tissues, and disease: principles of general pathology. 2nd Edition. Oxford University Press US, 2004, ISBN 0-19-514090-7, S. 92ff.